# Divény
Divény (szlovákul Divín) község Szlovákiában, a Besztercebányai kerület Losonci járásában.

## Fekvése
Losonctól 20 km-re, északnyugatra fekszik.

## Története

### A vár
A mai Várhegy területén már a 9. században erődített avar-szláv település állt, mely a 11. századig állt fenn. Divény várát a Losonciak ősei építették a 13. század végén, 1329-ben említik először. 1559-ben megerősítették, de 1575-ben mégis elfoglalta a török. 1593-ban Fülek visszafoglalása után a Balassáké lett. 1602-ben ismét erősítését határozták el. 1605-ben Bocskai foglalta el. 1666-ban Wesselényi Ferenc nádor serege bevette és urát, Balassa Imrét börtönbe vetette. Balassát 1667 júniusában kiengedték rabságából, azonban divényi várába nem költözhetett vissza, mert oda császári őrséget helyeztek. Viszont engedélyezték neki, hogy a várhegy alatt építsen magának egy új várkastélyt. A várkastély 1670-re el is készült. Mivel Balassa Imre továbbra is folytatta garázda, fosztogató életvitelét, sőt a hegy tetején épült várát is visszafoglalta csellel, 1679-ben a Karl von Strassaldo és Jakob von Leslie hadvezérek által vezetett császári sereg ismét megostromolta, elfoglalta, majd felrobbantotta; azóta rom.
Fényes Elek szerint: "A város nyugoti oldalán, külön álló, magas, kősziklás hegyek láthatók, mellyeknek elsőjén van a Balassa nemzetség várromja. E vár a setét hajdani korból vevén eredetét, sok viszontagságon ment keresztül: villám által elégetett, de ismét felépült; látta falai közt a törököt; elfoglalták a pártütők; mig végre a nyughatlan Balassa Imrének borzasztó tényei a várat I. Leopold kezeire juttaták, ki azt német őrséggel rakta meg. Balassa Imre, elvétetvén tőle a várparancsnokság, épittetett, állitólag 6 hónap alatt, a vár északi oldalán egy kastélyt. Innen folytatta ő rablását, fosztogatását, pártoskodását; sőt egy izben a német parancsnokkal kibékülvén, azt kastélyában megvendégelte, de katonáit szinte leitatván, ugyan itt megölette, s a várat elfoglalta. Azonban a vár I. Leopold vezérei által ujólag visszavétetvén, ezt Stralzon német vezér széthányatta. Romjaiból kivehető, miként két udvara és egy fellegvára volt, a felső udvarban egy mély kut nyomai látszanak. Egy másik vármelletti magános kősziklás hegyen áll a kalvária. E kalvária hegyről leirhatlan szép kilátás nyilik meg. – A város nevezetes épületei közé tartozik az emlitett Balassa Imre kastélya, melly 1694-ben épült, erős falakkal és 4 bástyával körülvéve. Hajdan a falakon felül tornáczok léteztek, a falak lövöldöző lyukakkal ellátvák, leeresztő erős kapuja, és a város felől sánczai valának. Ez épület jelenleg is jó karban tartatik, s lakásul szolgál az uradalmi számtartónak. Megemlitendő továbbá a kath. paroch. templom, toronynyal, órával, és 4 igen régi haranggal, s bekeritő kőfallal; Szent-Anna kápolnája egy tágas kert közepén, hova népes bucsujárások történnek. Van itt végre 2 vizimalom, ser- és pálinkaház, csinos urad. épületek. A város feje a gr. Zichy család senioralis birtokának, s mostani birtokosa gróf Zichy Ferencz. – Divény tart 3 országos vásárt."

### A falu
A falu 1222-ben már templomos hely volt. 1329-ben említik először, a Kacsics és a Tomaj nemzetség birtoka. 1241-ben a tatárok elpusztították. A 14.–15. században a Losonczyak, Országh Mihály, a Nádasdyak és Várday Pál a birtokosai. A 16. században a várral együtt a Balassáké. 1554 és 1593 között török uralom alatt állt. 1686-tól 1945-ig a Zichy család a kegyura.
Vályi András szerint: "DÉVÉN. vagy Divin. Magyar Mező Város, és omlott Vár Nógrad Vármegyében, földes Ura Gróf Zichy, és G. Balassa Uraságok, lakosai katolikusok, és tótok, fekszik Losontzhoz 2 1/2. mértföldre, határja középszerű hutája is van, fája mind a’ kétféle elég, legelővel együtt egyéb tulajdonságaira nézve, lásd Alsó Ludányt, mellyhez hasonló, második Osztálybéli."
Fényes Elek szerint: "Divény, tót mezőváros, Nógrád vármegyében, mély, de kiterjedt völgyben, magas hegyre épült régi várának romjai alatt, ut. p. Losonczhoz északra 2 mfdnyire. Határa róna és hegyes s 4550 hold; mellyből 102 hold beltelek, 2434 hold szántóföld, 362 hold rét, 42 hold gyümölcsös, 1618 hold erdő, 65 hold legelő, 19 hold árkos tér. Ezekből ismét urbériség 14 telek után 400 szántó, 60 rét, 15 árkos; irtványi szántó 1842 hold, rét 210 hold; majorsági beltelek 61, szántó 192, rét 92, gyümölcsös 42, erdő 1618, legelő 65, árkos 4 hold. Szántóföldjei dombokon, sőt magas hegyeken, agyagosok, kövesek, buzát, árpát, zabot, burgonyát, ázalékot teremnek. – Rétjei, csatornákkal átmetszve igen termékenyek és jó szénát adnak. Hajdan szőlőt is müvelt, de most gyümölcsösnek használtatik. Erdejének északi része bikk, déli és nyugoti része makkot és gubacsot termő tölgyfákból áll. A lakosok irtványaikon nyáron át számos juhot tartanak, de őszszel jobbára eladják a szűk takarmány miatt. Juhturója a liptaival vetekedik. A lakosok foglalatossága ezenkivül kereskedés mészszel, abroncsokkal, rostákkal, és a fuvarozás. Népessége 1399, mellyből r. kath. 1393, ágostai 3, zsidó 3. A tomanovai pusztából és a budalehotai völgyből jön két patak, melly a város felett egyesülvén, jó nagy patakot képez, s itt 2 malmot hajtván, a Háji puszta mellett a Krivány patakba szakad. A város nyugoti oldalán, külön álló, magas, kősziklás hegyek láthatók, mellyeknek elsőjén van a Balassa nemzetség várromja."
A trianoni békeszerződésig Nógrád vármegye Gácsi járásához tartozott.

## Népessége
| Év:            | 1994. | 2004.   | 2014.   | 2024.   |
| -------------- | ----- | ------- | ------- | ------- |
| Emberek száma: | 2102  | 2045    | 2076    | 2012    |
| Eltérés:       |       | -2,71 % | +1,51 % | -3,08 % |

| Év:            | 2023. | 2024.   |
| -------------- | ----- | ------- |
| Emberek száma: | 2027  | 2012    |
| Eltérés:       |       | -0,74 % |

1880-ban 1056 lakosából 56 magyar és 947 szlovák anyanyelvű volt.
1890-ben 1094 lakosából 100 magyar és 989 szlovák anyanyelvű volt.
1900-ban 1124 lakosából 97 magyar és 1025 szlovák anyanyelvű volt.
1910-ben 1278 lakosából 154 magyar és 1096 szlovák anyanyelvű volt.
1921-ben 1307 lakosából 29 magyar és 1252 csehszlovák volt.
1930-ban 1610 lakosából 32 magyar, 7 német, 5 zsidó, 1510 csehszlovák, 42 egyéb és 14 állampolgárság nélküli volt. Ebből 1503 római katolikus, 95 evangélikus és 6-6 izraelita és református vallású volt.
1991-ben 2045 lakosából 2 magyar és 2032 szlovák volt.
2001-ben 2030 lakosából 3 magyar és 2008 szlovák volt.
2011-ben 2066 lakosából 5 magyar, 9 cigány, 1958 szlovák és 87 ismeretlen nemzetiségű volt.
2021-ben 2030 lakosából 3 magyar, 2004 (+2) szlovák, (+3) cigány, (+1) ruszin, 9 (+4) egyéb és 14 ismeretlen nemzetiségű volt.

## Neves személyek
- Itt született 1826-ban Némethy György színész, operett- és népszínmű-énekes, színigazgató, honvédhadnagy, népszínműíró, a pesti Nemzeti Színház tagja.
- Itt született 1842-ben Novák Lajos pap, tanár, kanonok, egyházi író.
- Itt született 1886-ban Giller János ügyvéd, földbirtokos, felvidéki magyar politikus, kultúraszervező, szlovákiai tartománygyűlési és magyarországi országgyűlési képviselő.

- Itt hunyt el 1631-ben Rimay János politikus, költő, a magyar késő reneszánsz legjelentősebb íróegyénisége.

## Nevezetességei

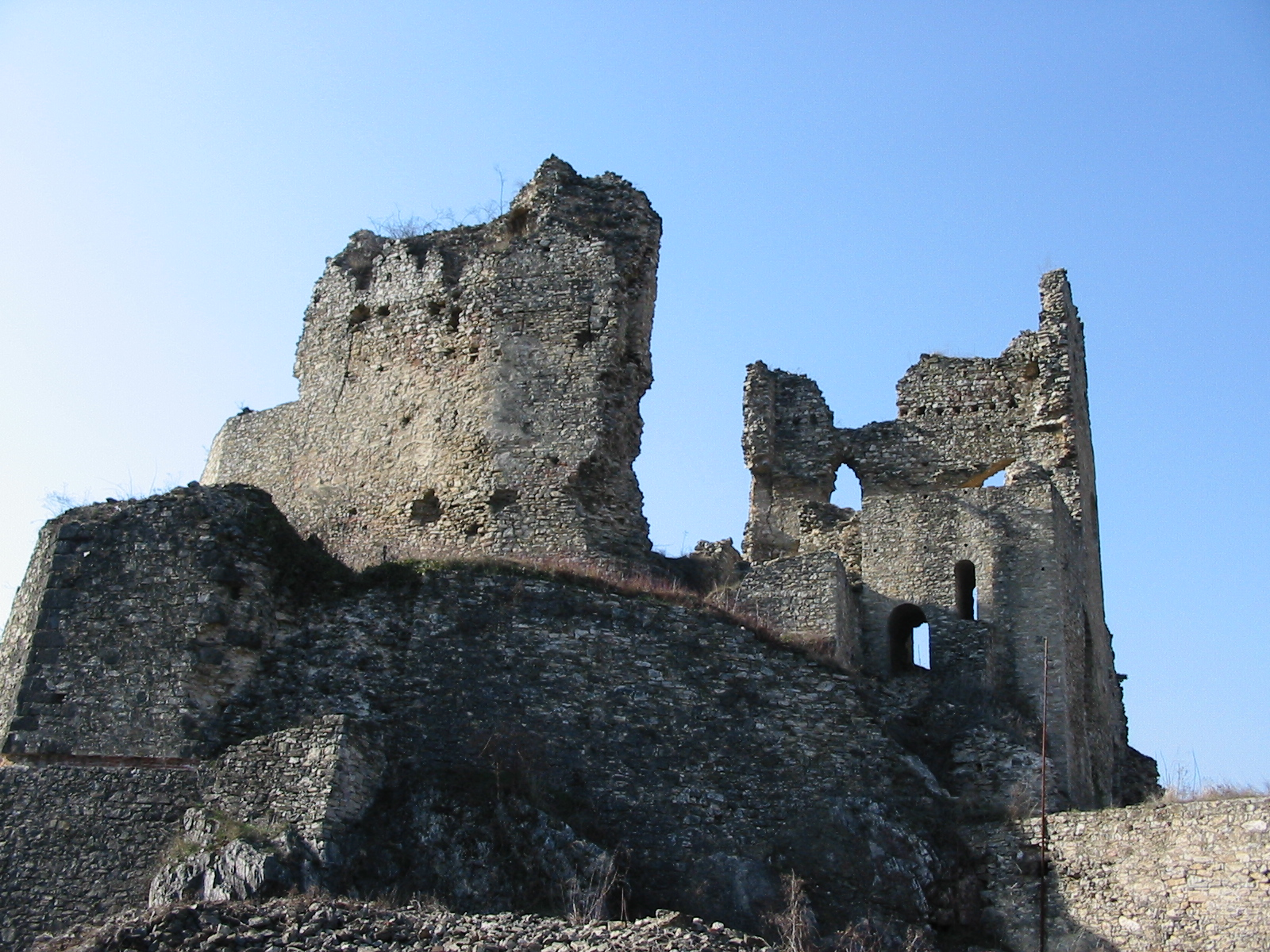
Divény várának romjai
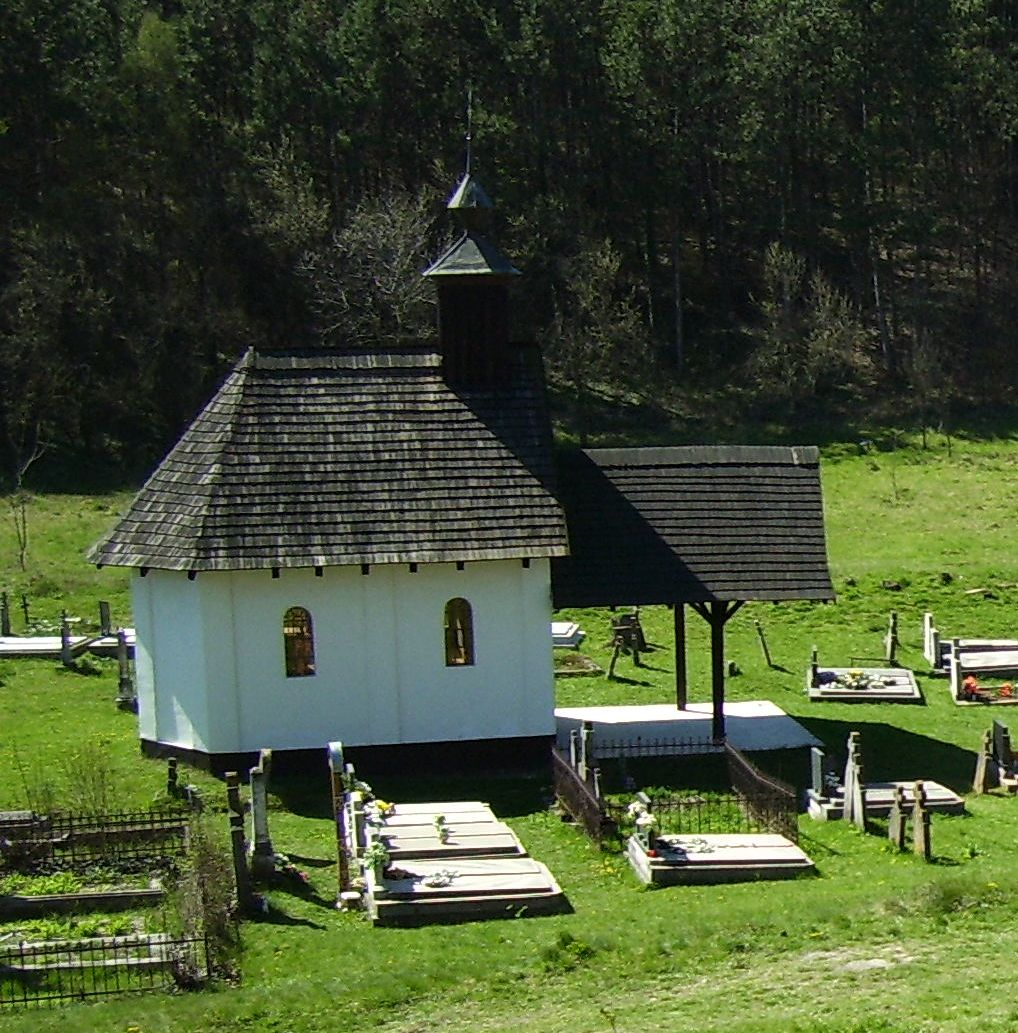
Temetőkápolna körülötte a Zichy család sírjaival
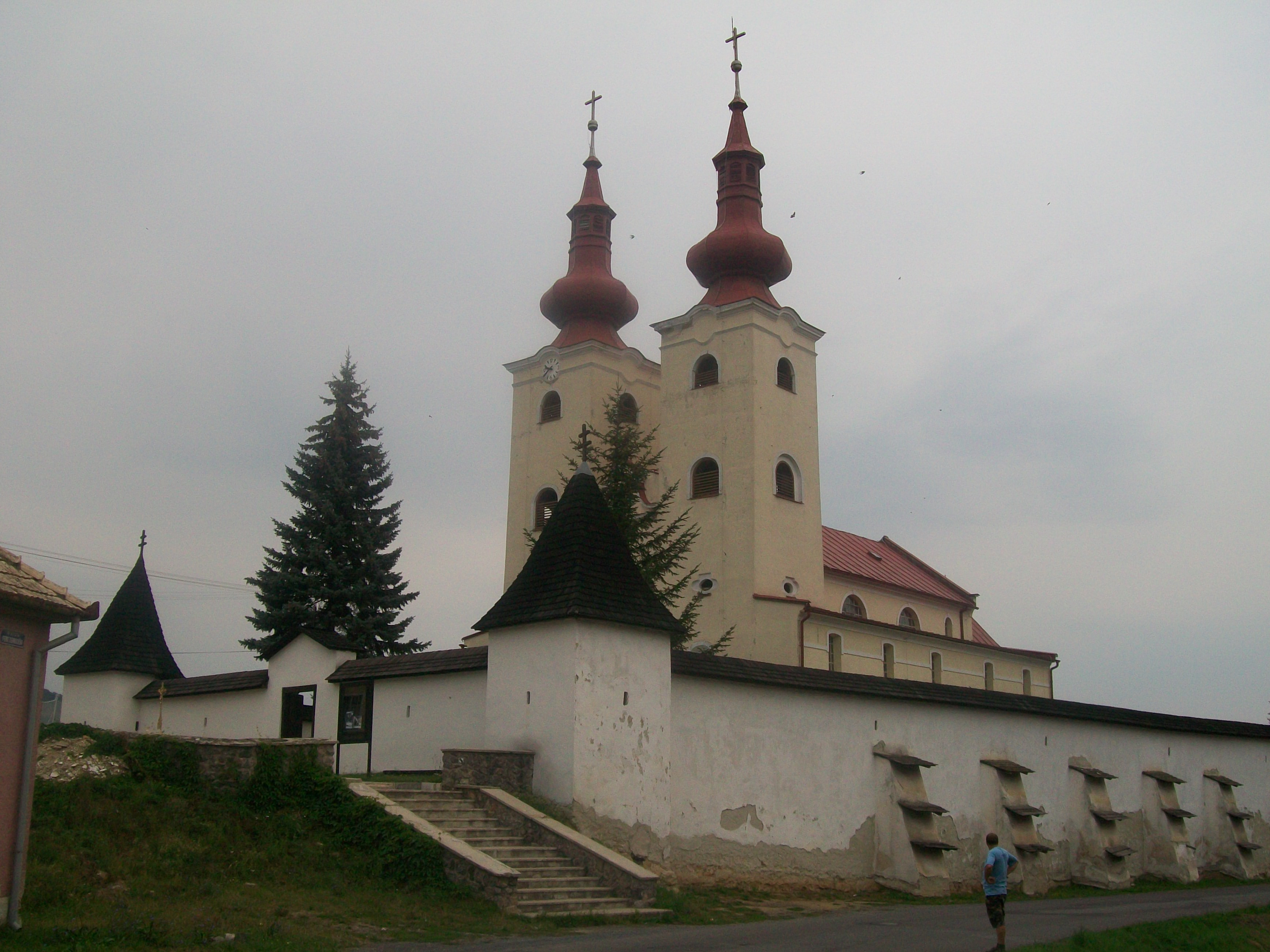
Templom és az erődítménye
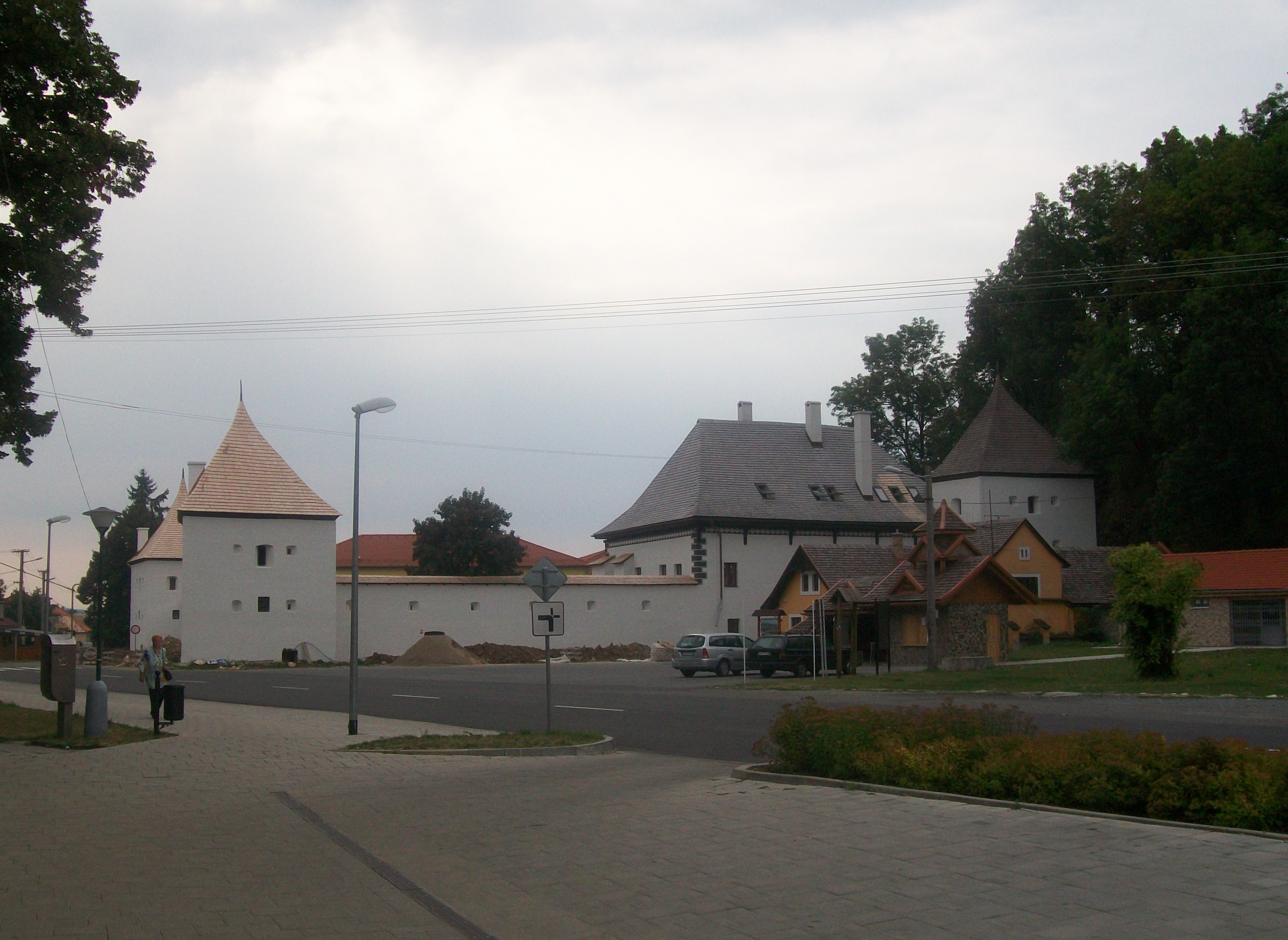
Kastély és az erődítménye
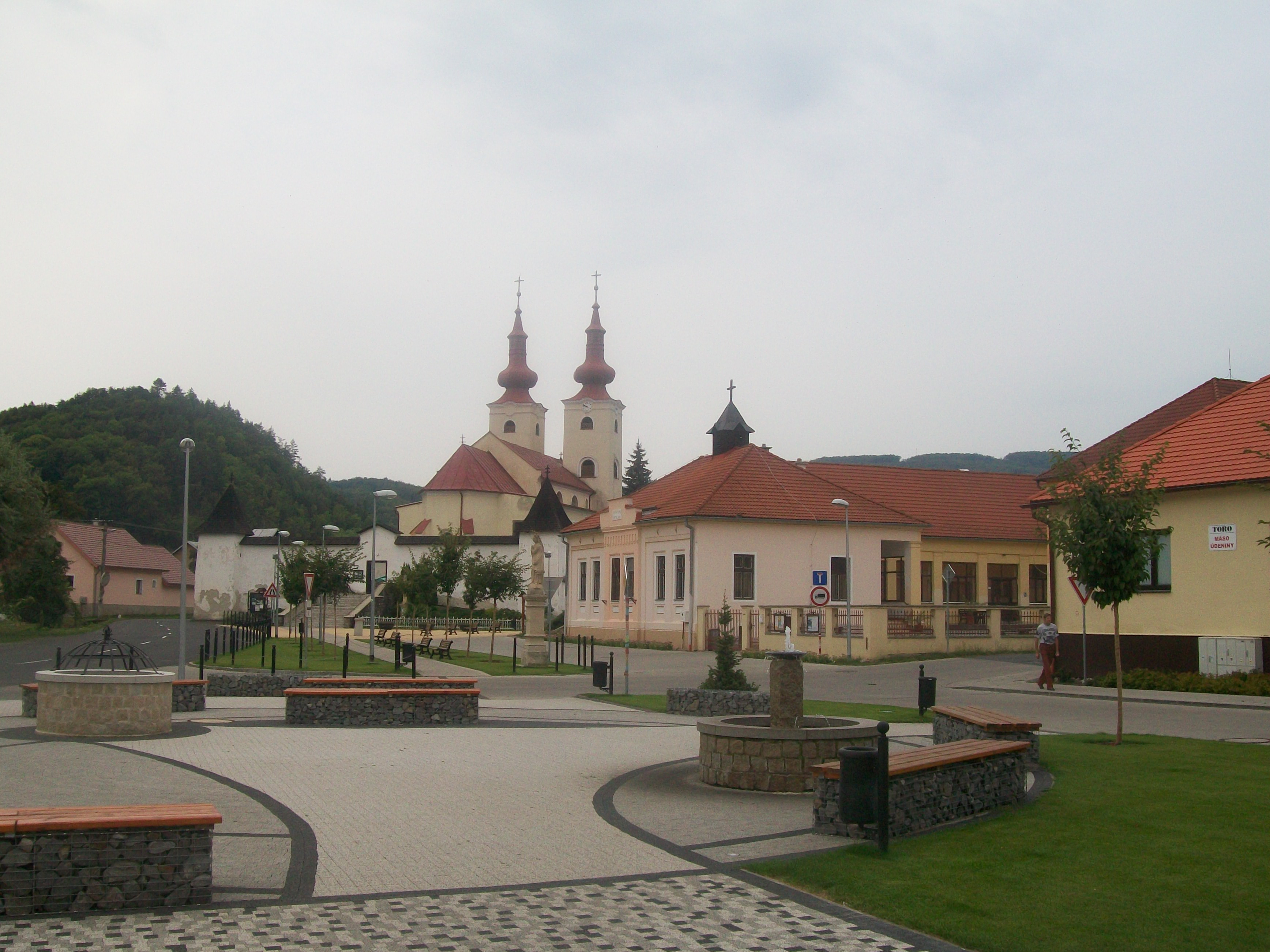
A béke tér

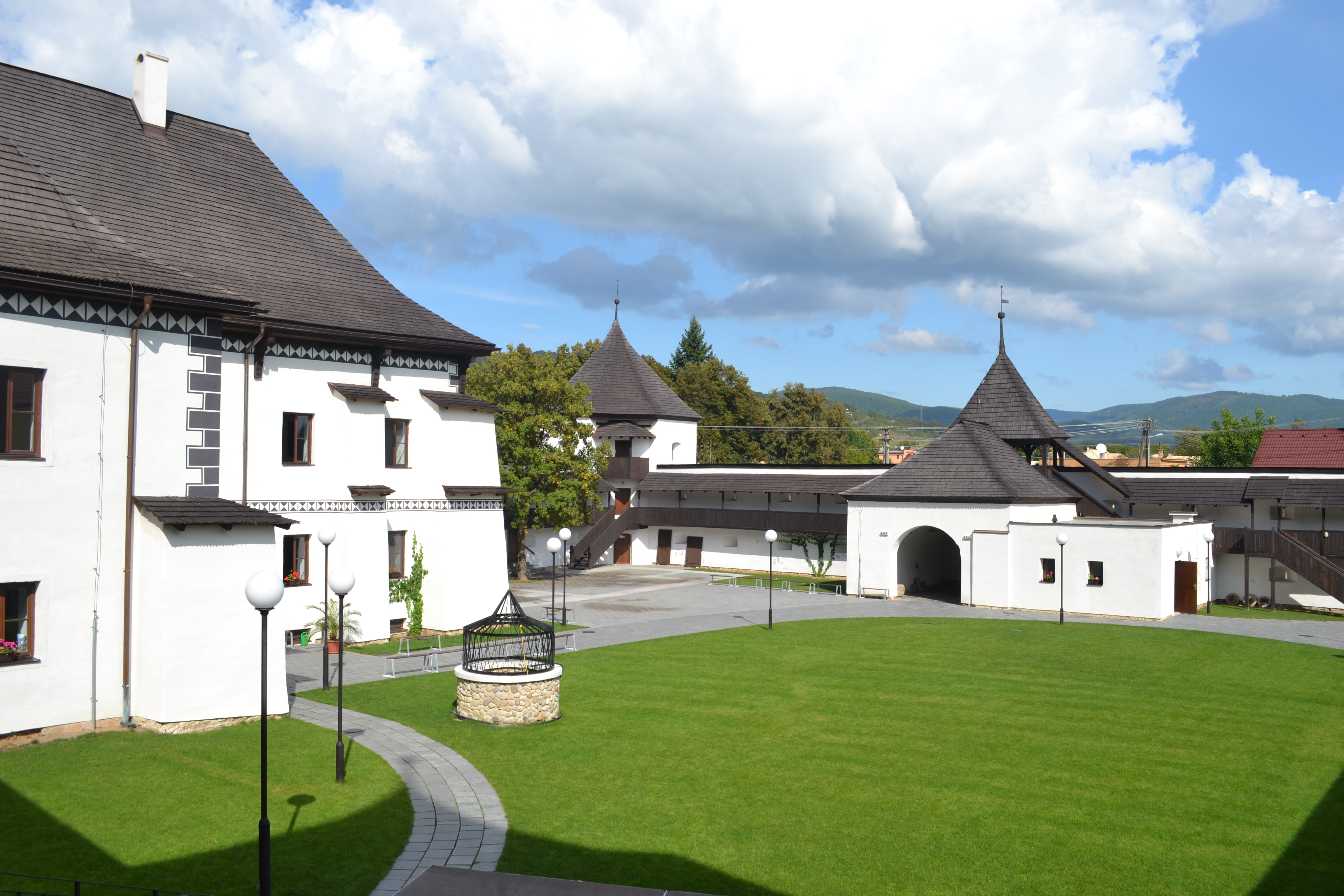
Balassa Imre várkastélya
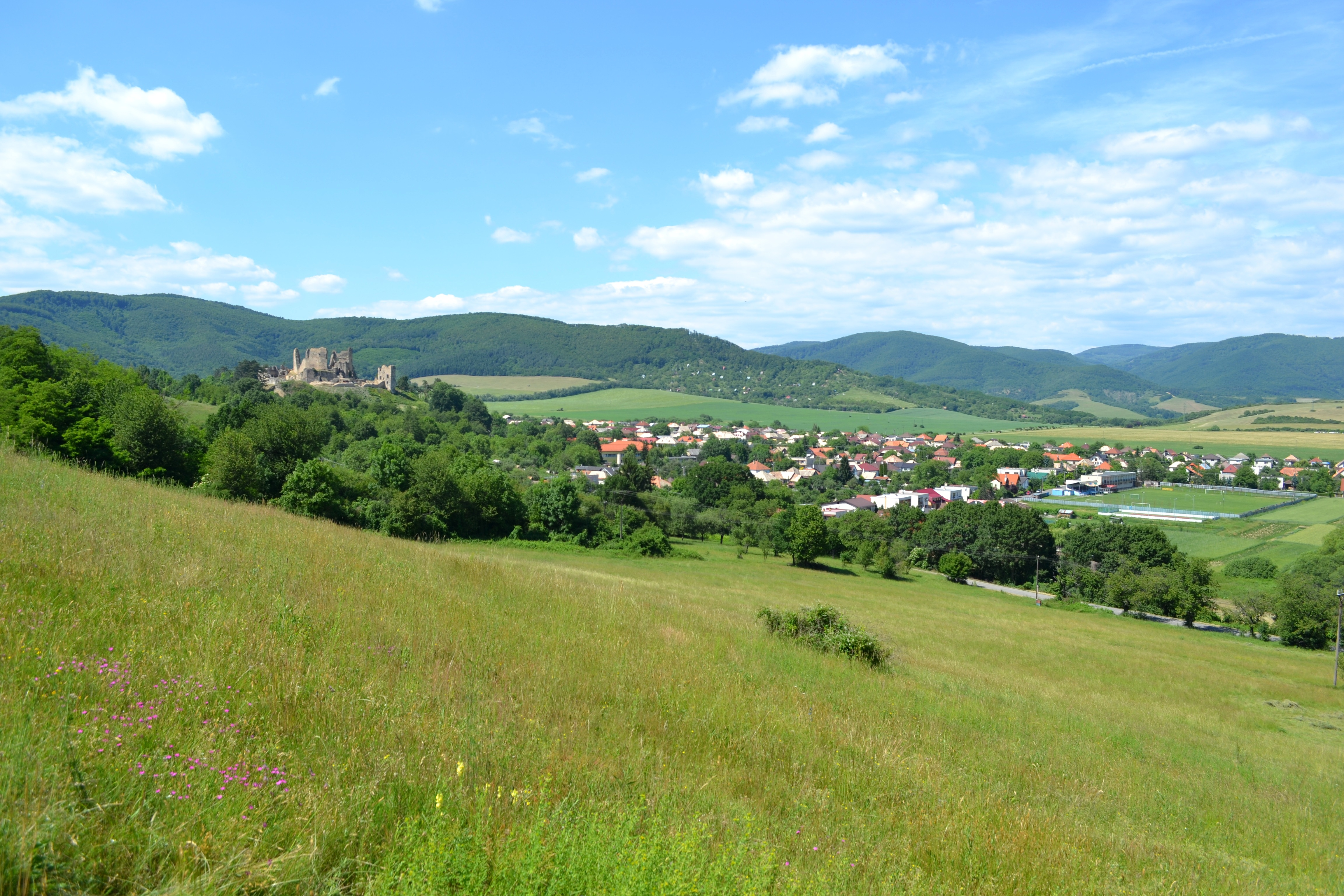
Divény látképe

- A falu feletti hegyen állnak egykori várának romjai.
- A vár alatti várkastélyt 1670-ben építtette Balassa Imre, ma is teljes épségben áll.
- A plébániatemplom 1657-ben épült a régi templom bővítésével, védőfalait saroktornyok erősítik.
- A Szent Anna kápolna 1775-ben épült.

## Irodalmi érdekességek
A következő Madsari türki című, Divény várában írt verset a bécsi udvari könyvtárban, egy 1588–89. években keletkezett török kódexben fedezték fel a 19. század első felében. A szerelmi dalt valószínűleg egy muszlim hitre tért Divinyi Mehmed nevű magyar írta a divényi vár török megszállása idején arab betűkkel, de magyar nyelven. A vers tehát:
Divinyi Mehmed:
Madsari türki
Fekete szemű, szeműdükű,
Szeretlek én, tes megszeress,
Narancs csecsű, kesken derekű,
Szeretlek én, tes megszeress.
Éjjel-napval eszembe vagy,
Kérlek téged, engem ne hagy,
Ó mely fénes orcájú vagy,
Szeretlek én, tes megszeress.
Melykor nem lát téged szemem,
Elvész ottan mind ürümem,
És elhervad mind tetemem,
Szeretlek én, tes megszeress.
Azok dicsíretes legyen,
Vagy lyán vagy menyecske legyen,
Kit szeretsz, szeretűd legyen,
Szeretlek én, tes megszeress.
Se élhetem, se halhatom,
Se ülhetem, se járhatom,
Se ehetem, se ihatom,
Szeretlek én, tes megszeress.
Kegyelmedtül én jót várok,
Mint ebecskéd, után járok,
Vagy élek avagy meghalok,
Szeretlek én, tes megszeress.
Egy divínyi ezt megírta,
Meddig az eszivel bírta,
Az szerelmet hogy forgatta,
Szeretlek én, tes megszeress.
De Divénynek más magyar irodalmi jellegű vonatkozása is van. Az első világháborúban és utána, a Horthy-korszakban énekelt egyik magyar katonai menetdal szövege a következő volt:
Írt a babám tegnapelőtt egy galambos levelet,
Azt írta, hogy menjek haza, de gyorsvonattal, ha lehet.
Mennék én, de a hadnagy úr nem ereszt,
Most töltöm ki érted babám az egyest,
De holnapután a váltás után megyek haza igyenest.
Őrmester úr adja ki a civil ruhám sebtében,
Állítsa ki éjfél után a szabadságos levelem.
Nem kell már a menázsi sem énnékem,
Lesz majd annál sokkal különb ebédem,
Mert vár a babám csókkal reám odahaza Divényben.